# رامي القرص (تمثال)

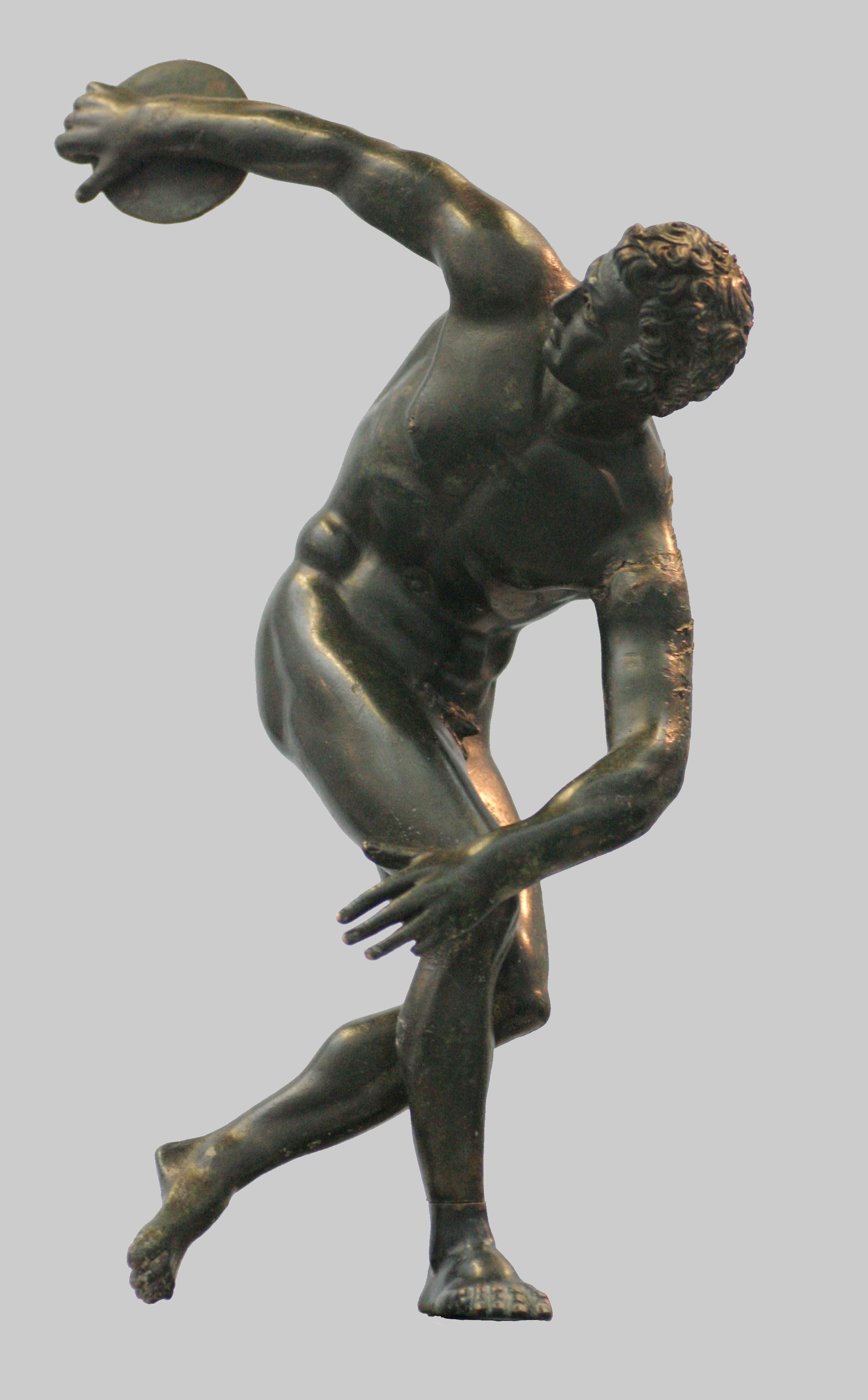
استنساخ روماني من البرونز من القرن الثاني الميلادي (الجَلُبتُتِيك في ميونيخ)

رامي القرص أو دِسكُوبُولُس بواسطة مَيرون (باليونانية: Δισκοβόλος)‏ وتعني رامي القرص هو تمثال يوناني قديم اكتمل في بداية الفترة الكلاسيكية نحو 460-450 قبل الميلاد. يصور التمثال رياضيًا شابًا يرمي القرص. فُقد الأصل اليوناني البرونزي. يُعرف العمل من خلال نسخه الرومانية العديدة وكلاهما من الرخام بالحجم الكامل وهو أرخص من البرونز

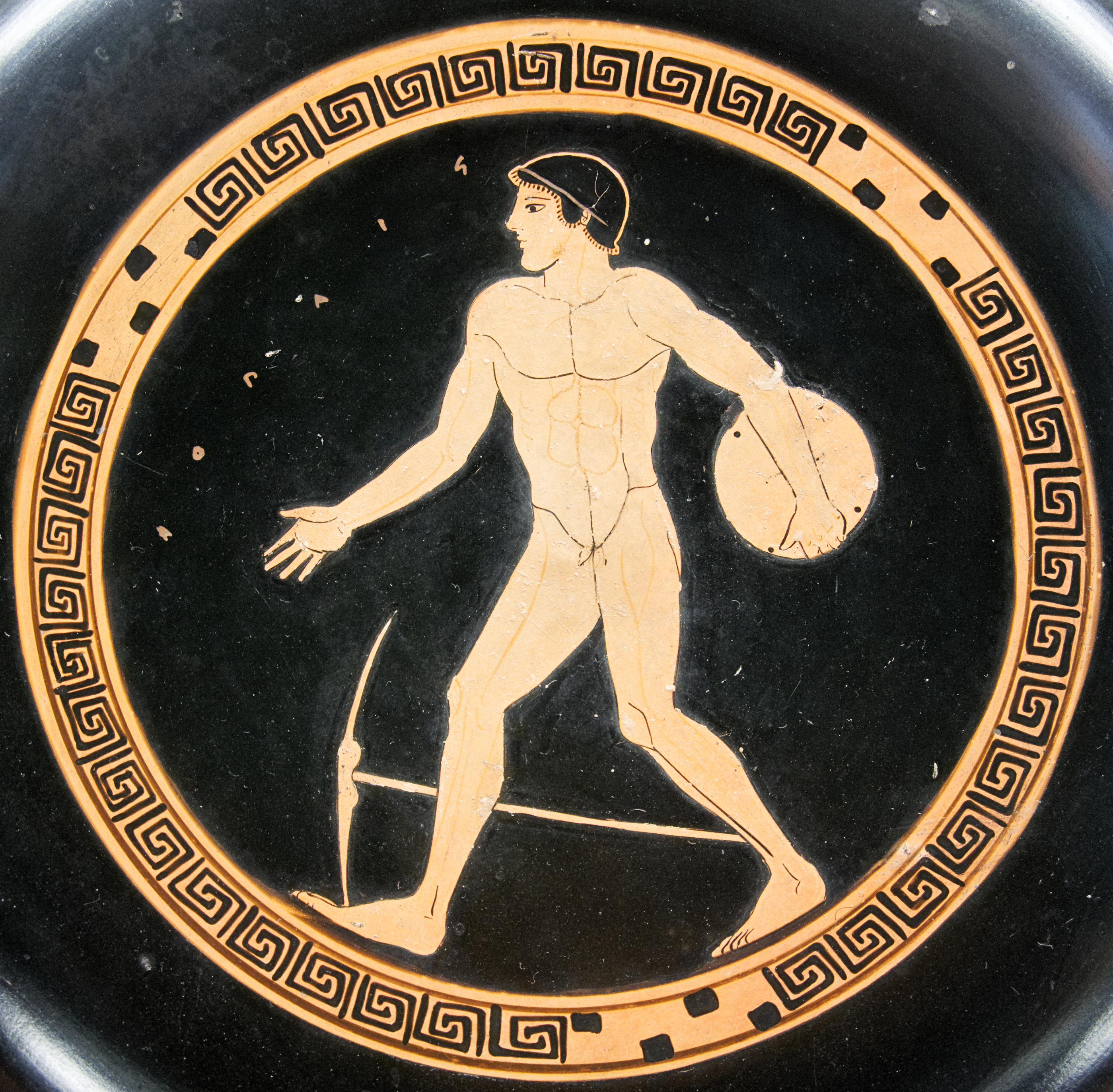
شكل رامي القرص على كأس الأتيكة الأحمر نحو 490 قبل الميلاد